# Crescencia Valls Espí
Crescencia Valls Espí (Onteniente, 9 de junho de 1863 — Onteniente, 26 de setembro de 1936) foi uma mártir católica, morta durante a Guerra Civil Espanhola. Mulher simples, sustentava a família com seus bordados, enquanto participava das atividades paroquiais. Foi, por isso, martirizada com três de suas irmãs. Aceitou o martírio dando um forte grito: "Viva Cristo Rei". Foi beatificada pelo papa João Paulo II em 11 de março de 2001.

## Vida
Crescencia nasceu em Onteniente, Espanha, filho de Joaquín Valls e Francisca Espí, e foi batizada em 10 de junho de 1863 na igreja paroquial de Santa Maria. Recebeu a educação básica na escola das Filhas da Caridade de San Vicente de Paúl em Onteniente. Católica devota, tornou-se bordadeira, trabalhando em casa para ajudar no sustento da família. Ela pertencia a várias associações católicas de caridade: Mulheres de São Vicente de Paulo, o Apostolado da Oração e a Ordem Terceira da Virgem del Carmen.
 

Em seus documentos de apoio à beatificação, a arquidiocese de Valência qualificou Crescencia de "Serva de Deus" e "apóstola social" e descreveu sua obra caritativa. 
Apóstola social, exerceu a caridade visitando os enfermos. Ela pediu ajuda financeira às pessoas ricas para atender às necessidades dos pobres. Da mesma forma, imensamente caridosa, ela se comoveu e sofreu com as dores das pessoas. Para as famílias que tinham uma pessoa falecida, ela os ajudou a pagar as despesas do enterro e os consolou em sua dor. 
Com o início da Guerra Civil Espanhola em 1936, ocorreram numerosos massacres e, segundo documentos da Arquidiocese de Valência, Crescencia sabia o que esperar: “O Servo de Deus, nos dias anteriores à revolução, estava ciente da situação ela estava prestes a enfrentar: perseguição religiosa e provável martírio".
Logo Crescencia foi oficialmente rotulada de "católica fervorosa" pelo prefeito de Onteniente, que a denunciou ao governador de Valência. Em 26 de setembro de 1936, citando suas colaborações com organizações religiosas e defesa do catolicismo, milicianos invadiram sua casa pouco antes do meio-dia e a prenderam junto com suas três irmãs Concepción, Carmen e Patrocinio. Elas foram levadas para o porto de Canals e, finalmente, após cerca de 12 horas de prisão, as quatro irmãs foram assassinadas com um tiro no pescoço.
No início, seu corpo foi depositado com outros mártires em uma vala comum no cemitério dos Canais, mas seus restos mortais foram posteriormente exumados e enterrados na igreja de sua cidade natal, a Asunción de Nuestra Señora de Onteniente.
 

Autoridades da Arquidiocese de Valência promoveram a beatificação de Crescencia por causa de sua dedicação à fé. Ela foi beatificada pelo Papa João Paulo II em 11 de março de 2001 como uma dos 232 mártires espanhóis.